# مدينة زايد
مدينة زايد تعرف بعاصمة المنطقة الغربية من إمارة أبوظبي بدولة الإمارات العربية المتحدة. تتركز فيها الخدمات الإدارية والحكومية للمنطقة منها ديوان ممثل الحاكم في المنطقة الغربية. بدأت أعمال البناء في بدع زايد في عام 1968 بعد زيارة لشيخ زايد بن سلطان آل نهيان حاكم الإمارة آنذاك. تم اختيار المنطقة لعدة أسباب، أهمها الموقع المتوسط لها بين واحة ليوا والمناطق الواقعة على الساحل. حيث أن سكان المنطقة يعملون إما في الزراعة مثل سكان ليوا، أو بدو رُحَّل يعيشون على الرعي أو يعتمدون على البحر والصيد والغوص ولذلك كان الموقع متوسط.  
وايضاً:
أنشأها الشيخ زايد بن سلطان آل نهيان عام 1968م، وتعتبر موطناً لأكبر عدد من سكان المنطقة الغربية مقارنة بالمدن الأخرى. ونظراً للتقدير الكبير والالتزام العميق الذي يكنّه السكان البدويون لوطنهم، فقد أنشأ الشيخ زايد بن سلطان آل نهيان المدينة التي تضم اليوم مجتمعاً متنامياً ومباني حديثة جميلة مثل مركز التسوق وكليات التقنية العليا والعديد من الدوائر والمؤسسات الحكومية، إضافةً إلى أكبر مستشفى في الغربية. وتمضي وتيرة التنمية بالمدينة بشكل سريع في ظل الاستثمارات الضخمة التي يتم توجيهها لدعم المشاريع التطويرية في المدينة. والجدير بالذكر أنه يتم تجهيز مدينة زايد لتصبح مركزاً لأكبر محطة للطاقة الشمسية في العالم بمساحة تزيد عن 2.5 كيلو متراً مربعاً وبقدرة على توليد ما يفوق 100 ميجاوات من الكهرباء. وسيسهم ذلك في خفض انبعاث ثاني أكسيد الكربون بما يعادل 170,000 طن مكعب سنوياً أو ما يعادل زراعة 1.5 مليون شجرة أو استبعاد 150,000 سيارة. وبالرغم من أنها ما زالت في أولى مراحل التطوير، تقوم مدينة زايد بالفعل بتمهيد الطريق أمام المدن الأخرى لتتبعها في خطواتها الصديقة للبيئة. ومن أهم عناصر الجذب في المدينة مضمار سباق الهجن الذي يحفل بالكثير من السباقات الدورية على مدار العام . كما تشهد المدينة إقبالاً كبيراً من المواطنين والمقيمين الذين يتوافدون من داخل الإمارات وخارجها للمشاركة في فعاليات مهرجان الظفرة لمزاينة الإبل السنوي.